# Trithyris auropurpuralis
Trithyris auropurpuralis là một loài bướm đêm trong họ Crambidae.